# 乙型冠狀病毒屬
乙型冠狀病毒屬（學名：Betacoronavirus、β-CoVs）是正冠狀病毒亞科的四個屬之一，為具有包膜的正鏈RNA病毒，許多本屬病毒可造成人畜共通傳染病，例如可造成感冒的人類冠狀病毒OC43與人類冠狀病毒HKU1，以及可造成嚴重疾病的嚴重急性呼吸系統綜合症冠狀病毒（SARS-CoV）、中東呼吸綜合症冠狀病毒（MERS-CoV）與嚴重急性呼吸系統綜合症冠狀病毒2型（SARS-CoV-2）等。
冠狀病毒中，本屬與甲型冠狀病毒屬只會感染哺乳動物，此兩屬的許多病毒在自然界中以蝙蝠為宿主，兩屬病毒的共祖應該皆為感染蝙蝠的病毒，相較之下丙型冠狀病毒屬與丁型冠狀病毒屬的病毒則主要感染鳥類。另外因本屬中Embecovirus亞屬中的病毒多以齧齒類為宿主，不見於蝙蝠，有學者認為該亞屬的共祖可能為感染齧齒類的病毒。

## 分類
乙型冠狀病毒屬通常被分為四谱系（lineages，支系）或称亚属（subgenera）：
- 譜系A（Embecovirus 亞屬）：包括可感染多種動物的乙型冠狀病毒1型、鼠冠狀病毒、人類冠狀病毒HKU1等。
- 譜系B（Sarbecovirus 亞屬）：包括嚴重急性呼吸系統綜合症冠狀病毒（SARS-CoV）與嚴重急性呼吸系統綜合症冠狀病毒2型（SARS-CoV-2）及相關的蝙蝠病毒。
- 譜系C（Merbecovirus 亞屬）包括中東呼吸綜合症冠狀病毒（MERS-CoV）、扁颅蝠冠状病毒HKU4、伏翼蝠冠状病毒HKU5等。
- 譜系D（Nobecovirus 亞屬）果蝠冠状病毒HKU9與果蝠冠状病毒GCCDC1[6]。

另外還有學者將蹄蝠乙型冠狀病毒浙江2013（Bat Hp-betacoronavirus Zhejiang2013）歸入另一個譜系（Hibecovirus 亞屬）。